# Pteronotus davyi
Pteronotus davyi е вид бозайник от семейство Mormoopidae.

## Разпространение
Видът е разпространен в Белиз, Бразилия, Венецуела, Гваделупа, Гватемала, Гвиана, Гренада, Доминика, Колумбия, Коста Рика, Мартиника, Мексико (Долна Калифорния, Нуево Леон и Сонора), Никарагуа, Перу, Салвадор, Суринам, Тринидад и Тобаго, Френска Гвиана и Хондурас.